# Элбери, Бронсон
Сэр Бронсон Джеймс Элбери (англ. Bronson James Albery 6 марта 1881, Гринхайт, Кент — 21 июля 1971, Лондон) —
британский театральный деятель, антрепренёр, руководитель нескольких лондонских театров.
Сын драматурга Джеймса Элбери и актрисы Мэри Мур, юрист по образованию. Получил известность в 1920-х годах благодаря своим коммерчески успешным постановкам Рыцарь Пламенеющего Пестика, Дэвид Гаррик и Святая Иоанна в Театре королевы.
В 1931 году, после смерти матери, унаследовал принадлежавшую ей компанию Wyndham's Threatres, которая владела Театром Уиндема, театром Критерион, и Новым театром. Бронсон стал их руководителем.
Был посвящён в рыцари в 1949 году за заслуги перед театром. В 1962 году передал управления театрами своему сыну Дональду.
Бронсон Элбери умер 21 июля 1971 года в Лондоне в возрасте 90 лет. В 1973 году Новый театр был переименован в театр Элбери в его честь.